# برادران (فیلم ۲۰۰۱)
«برادران» (انگلیسی: The Brothers (2001 film)) فیلمی در ژانر کمدی رمانتیک و کمدی-درام است که در سال ۲۰۰۱ منتشر شد.